# エジソンの母
『エジソンの母』（エジソンのはは）は、2008年1月11日から3月14日まで毎週金曜日22時 - 22時54分にTBS系金曜ドラマ枠で放送された日本のテレビドラマである。主演は伊東美咲。
主人公は東京都杉並区内の公立小学校1年の担任教師。世界的な発明家、トーマス・エジソン並みの才能を持つ（と言われている）小学生の少年に引っ掻き回されながらも、懸命に奮闘する規子と児童との格闘をコメディタッチで描く。小学1年生が題材であるが、撮影当時の子役達の年齢は7歳から10歳までと開きがある。

## 登場人物

### 区立文部小学校

#### 教職員
鮎川規子
演 - 伊東美咲
エジソンの担任教師。教師7年目の割りに頼りなく、祐子にしょっちゅう注意されている。何でもかんでも「どうして？」と質問する賢人にいつも振り回される。婚約者であった博之に「つまらない女」と言われ、ふられた。一部の児童から規子と呼ばれている。翌年度（2008年）も賢人のクラス（2年2組）を担任する。
久保裕樹
演 - 細田よしひこ
エジソンの副担任教師。児童から好かれている。翌年度（2008年）は4年2組の正式な担任となる。
岩井雄三
演 - 田中要次
区立文部小学校の校長先生。賢人の理解者。
野口昌平
演 - 伊藤正之
区立文部小学校の副校長先生。
草加雄二
演 - 堀部圭亮
区立文部小学校の教師。
伊勢智
演 - 山中聡
区立文部小学校の教師。
山崎先生
演 - 小川奈那
3年2組の担任。
加賀見祐子
演 - 松下由樹
1年1組の担任教師であり、1年生の学年主任。なんでも知りたがる賢人のことを最初は転校させようとしていたが、後半で賢人は責任をもって私たちで育てようと考えが変わる。

#### 1年2組児童
- 青柳玲実 - 村中暖奈
- 藍沢永久 - 山田果琳
- 赤根修斗 - 鈴木裕大
- 緑川堵馬 - 太田力斗
- 石川祥 - 鏑木海智
- 柿沼速太 - 吉田翔
- 樺山陽介 - 小林三起
- 桐谷吾郎 - 山村貴治
- 楠木陸 - 福本晟也
- 栗尾正紀 - 矢内龍之介
- 桑田浩平 - 藤崎直
- 桜田甲希 - 阿部考将
- 千葉翼 - 阿久津賀紀
- 桧山劉生 - 上妻成吾
- 藤村純 - 岡亮
- 細井桂 - 長部竜也
- 梅原染乃 - 山上夏蓮
- 小尾紫苑 - 郷田芽瑠
- 金山花梨 - 松藤愛奈
- 黒沢柚子 - 小林明音
- 白木真弓 - 柳川優佳
- 竹原胡桃 - 鴨下朋美
- 椿木みどり - 新志穂
- 八戸うらん - うらん
- 平山皐月 - 本間友紀乃
- 保坂杏子 - 笠菜月
- 前山百合 - 勝沼美紅
- 松沢菊代 - 岡島花保
- 宮城真綾 - 福原遥

### 花房家
花房あおい
演 - 坂井真紀
エジソンの母親である。賢人の質問を一緒に考えてあげる、息子思いの優しい母親である。夫と離婚して、秋田から賢人と引っ越してきた。結婚時の苗字は不明。
花房賢人（エジソン）
演 - 清水優哉
区立文部小学校1年2組の転校生。凄い才能を持っていると言われているが、実際は常人以上に桁外れな好奇心の持ち主で、何事にも首を突っ込みたがる。ゆえに学校では問題児扱いされている。「どうして?」が口癖。
花房チエ
演 - 上村香子
エジソンの祖母で、あおいの母親。

### 加賀見家
加賀見博
演 - 大杉漣
加賀見祐子先生の旦那さん。大学教授。ペレルマンの証明に納得せず、ポアンカレ予想の証明に全力を注いでいる。
加賀見菜摘
演 - 山田梨紗
加賀見祐子先生の娘。

### 生徒の保護者
青柳美月
演 - 杉田かおる
エジソンと同級生の娘・玲実の母親。何かと学校に文句をつけたがる、モンスターペアレント。娘の玲実に過度の期待を抱いている。
永久の父
演 - 阪田マサノブ

### 他の先生
本の先生
演 - 及川奈央
賢人が読んでいた、宇宙の本の先生。
松平喜代美
演 - 片桐はいり
有名な児童画教育の第一人者の先生。｢な〜んで〜すよ〜｣というしゃべり方が特徴。
歯の先生
演 - 篠原真衣（※キャストテロップでは、篠原麻衣）
賢人たちに歯の磨き方を教える歯科衛生士の先生。
理科の先生
演 - 梅垣義明
賢人たちに静電気を教える理科の先生。
佐々木則和
演 - 安田顕
研究会で規子と知り合った教師。

### 教育委員会
馬場委員
演 - 大鷹明良
織田操
演 - 森口瑤子
文部小学校に乗り込んでくる教育委員会の指導部部長。

### その他
美浦博之
演 - 谷原章介
大学の准教授。規子の婚約者だったが、規子に美人だけど面白みがないと別れを告げた。エジソンの理解者である。番組の監修者かつ現和洋女子大学教授・三浦俊彦がモデルである。かなりの長身で、牛乳好きらしい。
コートの男
演 - 長江英和
焼き芋屋のおじさん
演 - モロ師岡

## スタッフ
- 製作：ドリマックス・テレビジョン、TBS
- 原案：山口雅俊（ヒント）
- 脚本：大森美香
- プロデューサー：加藤章一
- 演出：武藤淳、平野俊一、波多野貴文、大森美香
- ナレーション：向井政生（第1話・第3話・第5話・第7話・第8話・最終話のニュースの声）、鈴木順（第2話）※共にTBSアナウンサー
- 音楽：遠藤浩二
- 主題歌：「愛をこめて花束を」Superfly（ワーナーミュージック・ジャパン）
- 挿入歌：「ハロー・ハロー」Superfly（ワーナーミュージック・ジャパン）
  - オー・ソレ・ミオ
- 演出補：為川裕之、飯田新、橘康仁、古屋卓磨
- プロデューサー補：佐藤敦司、根本哲士
- 技術：山本博俊、松岡良治、山崎秋夫
- 撮影：関毅、宮崎義毅、星竜太
- 映像：安部講志
- 照明：鈴木博文、増田裕樹、佐川司、原沢大樹
- 音声：小島一宏、平井秀和、小山貴裕、奥泉秀信
- 音響効果：小山秀雄
- MA：横田良孝
- CG：digidelic、ネイキッド / 本田貴雄、佐久章彦、本多桃子、恵土敦
- 美術デザイン：竹島哲昌
- 協力：東通、アックス、緑山スタジオシティほか
- 制作：ドリマックス、TBS

## 放送日程
| 各話                                                      | 放送日  | サブタイトル                                           | 演出       | 視聴率 |
| --------------------------------------------------------- | ------- | ------------------------------------------------------ | ---------- | ------ |
| 第1話                                                     | 1月11日 | 1+1=2じゃない! 学校中がグルグル回る                    | 武藤淳     | 11.0%  |
| 第2話                                                     | 1月18日 | 絶対ダメ! 空をとぶ実験                                 | 武藤淳     | 11.1%  |
| 第3話                                                     | 1月25日 | 狼と元カレ乱入! 授業参観成立せず                       | 平野俊一   | 12.1%  |
| 第4話                                                     | 2月01日 | どうしてウチは貧乏? 年収より大切なものを子供たちが学ぶ | 平野俊一   | 09.1%  |
| 第5話                                                     | 2月08日 | 子供の絵を良い絵と悪い絵に分けるフシギ先生             | 波多野貴文 | 06.8%  |
| 第6話                                                     | 2月15日 | 地球が滅亡するので宿題できませーん                     | 武藤淳     | 07.7%  |
| 第7話                                                     | 2月22日 | 永遠にパクパク鳴れ! 幸せの防犯ベル                     | 平野俊一   | 08.1%  |
| 第8話                                                     | 2月29日 | 怪物ママのプチ誘拐事件                                 | 波多野貴文 | 09.8%  |
| 第9話                                                     | 3月07日 | 歯にも格差がある! ポークカレーもね                     | 大森美香   | 09.7%  |
| 最終話                                                    | 3月14日 | エジソン追放! 涙と怒りの全校集会                       | 武藤淳     | 09.9%  |
| 平均視聴率 9.5%（視聴率は関東地区・ビデオリサーチ社調べ） |         |                                                        |            |        |

## その他
- エンディングのキャスト表示が、空を飛ぶ実験のためガスを吸った1年2組の児童にドクロマークがついているなど、毎回変わっている。
- ドラマの中では毎回哲学や数学、宇宙など学術的な話が登場する。番組公式ホームページの「規子先生の課外授業」のコーナーで監修者三浦俊彦による詳しい解説がなされている[2]。